# Spetsekorrar
Spetsekorrar (Scandentia) är en ordning i djurklassen däggdjur. Länge var systematiken för dessa djur oklar. Några zoologer räknade dem till ordningen äkta insektsätare och andra till ordningen primater. Ibland räknades de till ordningen springnäbbmöss. Idag står djurgruppen som en egen ordning inom överordningen Euarchontoglires. Det listas ofta bara en familj, Tupaiidae, med cirka 20 arter i fem släkten.

## Utbredning
De förekommer i Syd- och Sydostasien och där i tropiska regnskogar. Utbredningsområdet ligger i Indien, i sydöstra Kina, på den malajiska halvön och i den sydöstasiatiska övärlden, inklusive Filippinerna.

## Utseende
Spetsekorrar liknar en ekorre med en lång nos. Ett tydligt särdrag är frånvaron av långa morrhår hos spetsekorrar. De har en smärt kropp som bär en päls med mjuk underull och långa täckhår. Extremiteterna har fem fingrar som bär vassa klor. Dessa klor används huvudsakligen för klättring. Pälsen är rödbrun eller mörkbrun och på undersidan lite ljusare. Alla arter har en jämförelsevis stor hjärna och 38 tänder. Tandformeln är I 2/3, C 1/1, P 3/3, M 3/3.
Spetsekorrarnas kropp (huvud och bål) är mellan 10 och 23 centimeter lång och de väger mellan 40 och 350 gram. Till detta kommer en svans som ofta är lika lång som kroppen.

## Levnadssätt
Med undantag av arten Ptilocercus lowii är alla arter aktiva på dagen. De har bra förmåga att springa och klättra. De flesta arter lever i skogar men där förekommer de huvudsakligen på marken. Spetsekorrar är allätare och livnär sig både av animalisk föda som insekter eller mindre ryggradsdjur och av växtämnen som frukter.

## Fortplantningen
Under dräktigheten bygger honan ett bo för sina ungar. Kort efter födelsen ger honan di åt ungarna. Sedan kommer den bara varannan dag till boet för att ge di. På grund av mjölkens höga fetthalt ökar ungarna snabbt i vikt trots att de föds nakna och blinda. Efter cirka fem veckor slutar honan att ge di och några månader senare blir ungarna könsmogna.
I naturen blir spetsekorrar troligtvis två till tre år gamla. I fångenskap når de ibland en ålder av tolv år.

## Hot
Den största faran för spetsekorrar ligger i förlusten av deras levnadsområde. Två arter listas av IUCN som starkt hotade (endangered). För några arter saknas information om populationens storlek.

## Släkten
Spetsekorrar indelas i två systematiska grupper, antingen i två familjer eller i två underfamiljer:
- Ptilocercidae eller Ptilocercinae
  - Ptilocercus, med en art.
- Tupaiidae eller Tupaiinae
  - Tupaia, med 14 arter.
  - Anathana, med en art - Indisk spetsekorre.
  - Urogale, med en art - Everetts spetsekorre.
  - Slätsvansspetsekorrar (Dendrogale), med två arter.